# グルタチオンデヒドロゲナーゼ (アスコルビン酸)

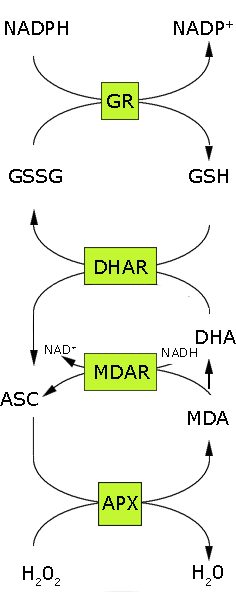
グルタチオン-アスコルビン酸回路、NADPH、NADP+、GR:グルタチオンレダクターゼ、GSH:グルタチオン、GSSG:グルタチオンジスルフィド、DHAR:デヒドロアスコルビン酸レダクターゼ、DHA:デヒドロアスコルビン酸、MDAR:モノデヒドロアスコルビン酸レダクターゼ (NADH)、MDA:モノデヒドロアスコルビン酸、ASC:アスコルビン酸、APX:アスコルビン酸ペルオキシダーゼ、H2O2、H2O

グルタチオンデヒドロゲナーゼ (アスコルビン酸)（glutathione dehydrogenase (ascorbate)）は、アスコルビン酸、アルダル酸、グルタチオン代謝酵素の一つで、次の化学反応を触媒する酸化還元酵素である。
2 グルタチオン + デヒドロアスコルビン酸 {\displaystyle \rightleftharpoons } グルタチオンジスルフィド + アスコルビン酸
反応式の通り、この酵素の基質はグルタチオンとデヒドロアスコルビン酸、生成物はグルタチオンジスルフィドとアスコルビン酸である。
組織名はglutathione:dehydroascorbate oxidoreductaseで、別名にdehydroascorbic reductase、dehydroascorbic acid reductase、glutathione dehydroascorbate reductase、DHA reductase、dehydroascorbate reductase、GDOR、glutathione:dehydroascorbic acid oxidoreductaseがある。
なお、グルタチオンデヒドロゲナーゼ (アスコルビン酸)は、デヒドロアスコルビン酸レダクターゼとも呼ばれており、グルタチオン-アスコルビン酸回路を構成している酵素の一つである。